# Masacre de Creel
La Masacre de Creel fue un evento que ocurrió el 16 de agosto de 2008 cuando un comando armado arribó al pueblo de Creel, municipio de Bocoyna en Chihuahua, México, y disparó contra un grupo de personas que se encontraban reunidos conviviendo en un pequeño salón de este turístico sitio. El saldo fue de 13 personas asesinadas, entre ellos un bebé de un año y siete meses.

## Hechos
La noche del 16 de agosto de 2008 ocurrió la primera masacre pública en el periodo de la llamada guerra contra el crimen organizado en Creel, población del estado fronterizo de Chihuahua, México, frecuentado por gran cantidad de turistas nacionales y extranjeros por su cercanía con las Barrancas del Cobre.
La primera versión del policía de guardia en la localidad señaló que un grupo de 20 personas quienes se encontraban reunidos después de un partido en un recinto público a cargo del municipio fueron rafagueadas con armas de alto calibre por sujetos a bordo de 3 camionetas de modelo reciente y sin placas de circulación. Más tarde, el mismo oficial de guardia sostuvo que las personas que se encontraban en la plaza conviviendo fueron agredidas a balazos y que respondieron también con armas de fuego, resultando varias personas muertas de ambos grupos. La procuraduría estatal se negó a dar mayor información, pero señaló que se había acordinado la escena y que se implementó un operativo en los alrededores para encontrar a los homicidas. Confirmaron más tarde que perdieron la vida 13 personas entre ellas un niño y un bebé de brazos por el atentado. Sin embargo, de acuerdo con el testimonio del Padre Pato, Javier Ávila, sacerdote jesuita y defensor de derechos humanos de la comunidad, tras la agresión no se presentó ninguna autoridad: ni patrullas, ni policías, ni ambulancias, ni militares en varias horas.
La versión de un ajuste de cuentas entre dos grupos delincuenciales fue lo primero que se esbozó como línea de investigación porque la criminalización de las víctimas ha sido una respuesta recurrente en el periodo de la guerra contra el crimen organizado para no llevar a fondo las indagatorias, como también lo ha sido el abandono, la ineficiencia y la complicidad de autoridades de varios niveles.

## Listado de víctimas
- Alberto Villalobos Chávez (28 años)
- Juan Carlos Loya Molina (21 años),
- Daniel Alejandro Parra Mendoza (20 años)
- Alfredo Caro Mendoza (36 años)
- Luis Javier Montañez Carrasco (29 años)
- Fernando Adán Córdova Galdeán (19 años)
- Kristian Loya Ortiz (22 años)
- Edgar Alfredo Loya Ochoa (33 años)
- Alfredo Horacio Aguirre Orpinel (34 años)
- Luis Daniel Armandáriz Galdeán (18 años)
- Óscar Felipe Lozano Lozano (19 años)
- Édgar Arnoldo Loya Encinas (1 año)
- René Lozano González (17años).[5]

## Seguimiento
En 2009, la Procuraduría del Estado construyó La Plaza de la Paz  a petición de los familiares. Sin embargo, este lugar ha sido resignificado por los miembros de la comunidad para que se vuelva un espacio de memoria y no repetición.  El 13 de marzo de 2010 se registró otra masacre en la localidad de Creel, Municipio de Bocoyna, el cual dejó como saldo ocho muertos, siendo detenido días después Enrique N, alías "El Cumbias", acusado de ser el autor intelectual del atentado, siendo capturado el 13 de diciembre de 2010, donde fue abatido Ever Horacio López Acosta, alias ‘El Ever’, en un operativo ocurrido en Ciudad Delicias. El 'El Cumbias', fue liberado en agosto de 2023, siendo recapturado el 21 de diciembre del 2023, señalado de ser el operador de la organización criminal Gente Nueva, siendo sentenciado a 160 años de prisión por la masacre de 2010.
En 2012, los familiares directos de los asesinados (padres o cónyuges) recibieron 36 000 pesos por familia como reparación del daño, en un intento para desmovilizarlos a ellos, a la comunidad y a las organizaciones que los han apoyado.
En 2018 el gobernador Javier Corral asistió al aniversario y acompañó la marcha conmemorativa. Reconoció la deuda de verdad y justicia que el gobierno tiene con esa comunidad y ofreció atender el caso con compromiso y sinceridad.
En 12 años de investigaciones sólo se ha dictado sentencia a dos sujetos como responsables de la masacre. Se detuvo a otros dos presuntos responsables, pero fueron puestos en libertad por “falta de pruebas” o por no haber sido detenidos bajo el debido proceso. Se giraron 3 órdenes de aprehensión más que no han sido cumplimentadas. Una de ellas es contra el sobrino de quien era la procuradora de justicia cuando ocurrió la masacre.
Las omisión, la falta de voluntad política para consignar y condenar a los responsables y la impunidad siguen prevaleciendo en el caso y hasta el 2020 no se ha reconocido oficialmente que el atentado fue obra del Cártel de Juárez ni se ha capturado a más responsables, a pesar de que publicaciones como la Revista PROCESO, ha documentado que el grupo armado que perpetró los asesinatos es bien conocido como la Línea y pertenece a la organización delictiva Cártel de Juárez.